# 阿德里安·金
阿德里安·金（英語：Adrian King，1971年11月21日—），澳大利亚男子篮球运动员。他曾代表澳大利亚参加2000年、2004年和2008年夏季残疾人奥林匹克运动会篮球比赛，获得一枚金牌和一枚银牌。